# SG Riehen
SG Riehen, pełna nazwa Schachgesellschaft Riehen – szwajcarski klub szachowy z siedzibą w Riehen, dwukrotny zwycięzca Nationalligi A.

## Historia
Klub powstał w 1928 roku, a jego inicjatorem był Willy Fackler. Pierwszym prezydentem klubu był Walter Friedlin. Początkowo klub nie cieszył się popularnością, jednak w latach 30. zwiększył aktywność, zatrzymaną w okresie II wojny światowej. W 1947 roku klub dołączył do Schweizerischen Schachverein. W latach 50. i 60. klub zapraszał takich gości, jak Petar Trifunović, Erich Eliskases i Bent Larsen. W 1953 roku zorganizowano rocznicowy turniej z udziałem 80 osób, a dziesięć lat później w jubileuszowym turnieju uczestniczyło prawie 250 graczy. W 1970 roku klub był gospodarzem indywidualnych mistrzostw Szwajcarii. W 1980 roku zespół zadebiutował w Nationallidze A, później występował w Nationalligi B i ponownie awansował do Nationalligi A w 1992 roku. Od 2003 roku zespół gra nieprzerwanie w Nationallidze A. W 2023 roku klub po raz pierwszy w historii triumfował w lidze. W 2024 roku szachiści SG Riehen obronili tytuł. W tym okresie w drużynie grali m.in. Markus Ragger, Adrien Demuth, Andreas Heimann, Olivier Renet i Ognjen Cvitan.